# 樂至三聖宮
樂至三聖宮位於四川省資陽市樂至縣，文物遺址年代判定為清。2012年7月16日公佈為第八批四川省文物保護單位。
樂至三聖宮位於四川省資陽市樂至縣中天鎮桂林村，座東北面西南。建於清代，由戲樓、正堂、左右廂房、後堂構成。建築面積1000平方米。戲樓為木質抬梁結構，重簷歇山式屋頂，上覆小青瓦。一重堂為正殿，即觀音殿。台基用條石圍成，高0.8米。面闊五間33.6米，進深11.2米，通高6米。前施一步廊。抬梁式木構梁架，單簷懸山式屋頂，上覆小青瓦。正面有如意踏步5級。房屋吊瓜上有部分雕刻。該建築為四合院建築，建築結構完整，雕刻精細。是四川名居建築中少見的代表性建築。1989年，樂至三聖官被樂至縣人民政府公佈為縣級文物保護單位。